# Севастополски валс
„Севастополски валс“ (на руски: „Севастопольский вальс“) е руски съветски валс (1955), станал основата на едноименната оперета (1961).

## Създаване
През 1955 г. в чест от 10-годишнината от Деня на победата над Нацистка Германия във Втората световна война и 100-годишнита от Отбраната на Севастопол през Кримската война (1854-1855) композиторът Константин Листов композира нов валс. През 1961 г. пише в сътрудничество с поета и драматурга Елена Галперина и писателя Юлия Аненкова оперетата „Севастополски валс“. Валсът с текста на поета и драматурга Георгий Рубльов е лайтмотив на оперетата.
„Когато писах тази песен, виждах пред мен вечерния Севастопол, осветен от лъчите на залязващото слънце. Настъпва прохлада, от морето духа свеж вятър. Матроси в белоснежни униформи се събират на Приморския булевард, където ги чакат любимите девойки. Шеги, смях, танци и във всичко се чувства радостта от живота. А сутринта корабите отплават в морето“.
Константин Листов
Първите изпълнители на песента са Георг Ост и Владимир Бунчиков. Излъчена е по радиото и веднага добива огромна популярност. Днес песента и оперетата се изпълняват от най-популярните певци и музикални театри в Руската федерация.

## Текст
1. Тихо плещет волна,
Ярко светит луна.
Мы вдоль берега моря идём
И поём, и поём.
И шумит над головой
Сад осеннею листвой.
Припев:
Севастопольский вальс,
Золотые деньки.
Мне светили в пути не раз
Ваших глаз огоньки.
Севастопольский вальс
Помнят все моряки.
Разве можно забыть мне вас,
Золотые деньки!
2. На Малахов курган
Опустился туман.
В эту ночь вы на пристань пришли
Проводить корабли.
И с тех пор в краю любом
Вспоминал я милый дом.
Припев
3. Мы вернулись домой
В Севастополь родной.
Вновь, как прежде, каштаны в цвету
И опять я вас жду.
Вдоль бульваров мы идём
И как в юнности поём.
Припев